# Faeröerders
Faeröerders (Faeröers: føroyingar) zijn de oorspronkelijke bewoners van de Faeröer in Noord-Europa. Er wonen ongeveer 48.322 Faeröerders op de Faeröer-eilanden en 21.687 in Denemarken. De rest is verspreid in Noorwegen en IJsland. De Faeröerders zijn van Scandinavische afkomst, en in mindere mate ook van Schotse en Ierse afkomst. Vanuit geschriften weet men dat er Ierse monniken verbleven op de Faeröer voordat de Noorse Vikingen zich er vestigden. De taal die de Vikingen meebrachten, het Oudnoords, verspreidde zich over de eilanden en ontwikkelde zich tot het Faeröers. De tegenwoordige Faeröerders spreken Faeröers en Deens (Gøtudanskt).

## Bekende Faeröerders
- Niels Ryberg Finsen (Nobelprijswinnaar)
- William Heinesen (schrijver)
- Jens Martin Knudsen (voetballer)
- Eivør Pálsdóttir (zangeres)